# پارک جو-هو
پارک جو-هو (کره‌ای: 박주호؛ زاده ۱۶ ژانویهٔ ۱۹۸۷) بازیکن فوتبال اهل کره جنوبی است.

## تیم ملی
وی همچنین در تیم ملی فوتبال کره جنوبی سابقه بازی در جام جهانی فوتبال ۲۰۱۴ و جام ملت‌های آسیا ۲۰۱۵ را دارد. 